# Wijknummers Amsterdam

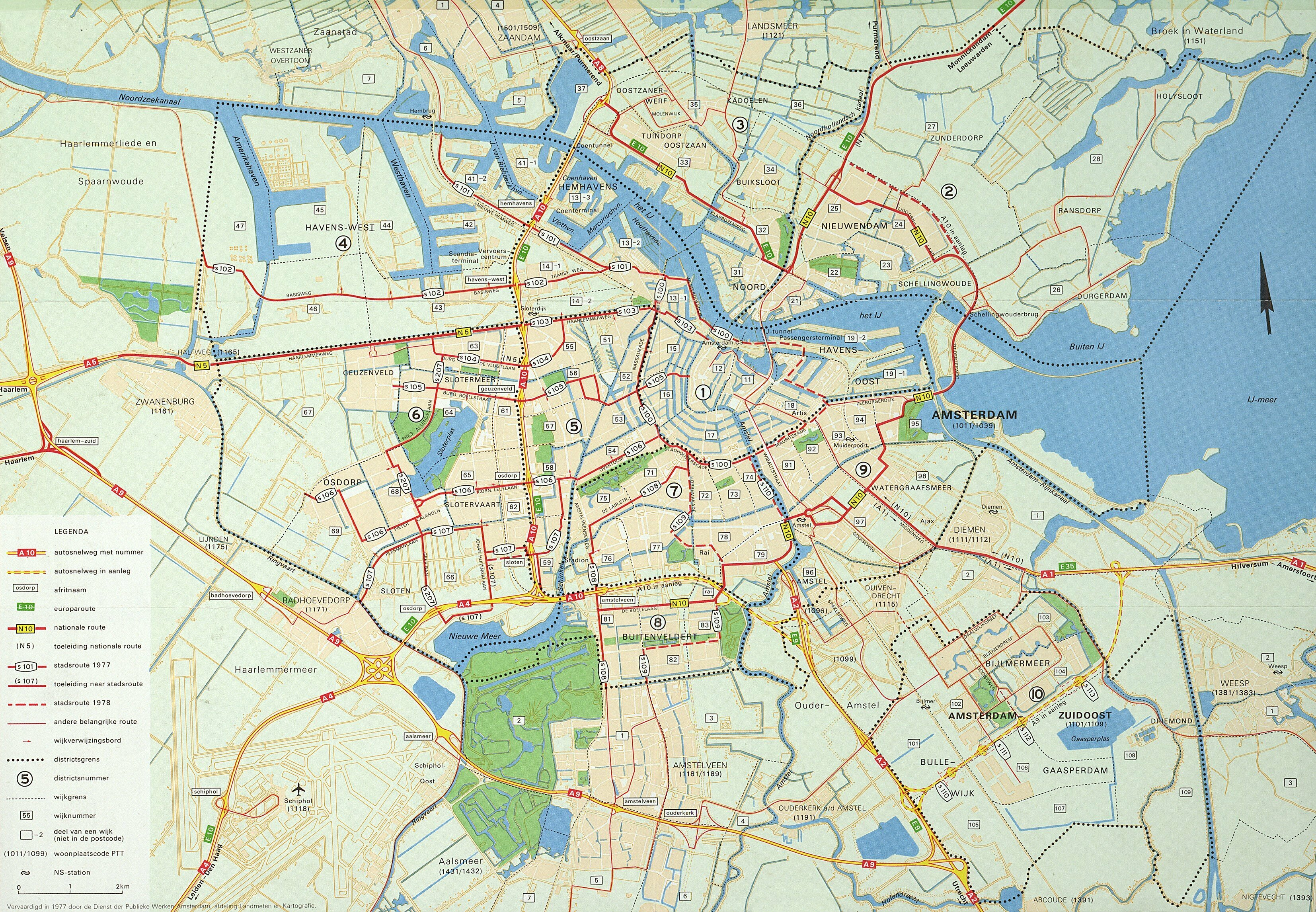
Kaart van Amsterdam in 1977 met daarop aangegeven de "ptt-wijken" (postcodegebieden)

De wijknummers in Amsterdam waren een onderdeel van een mislukt project om de bewegwijzering in Amsterdam te verbeteren. De bewegwijzering is in 1977 ingevoerd en was gebaseerd op het toen net ingevoerde postcodesysteem van de stad. Het gebruik van wijknummers is in 1985 beëindigd, het werd door het publiek als onbegrijpelijk ervaren. 

## Wijken en districten
De stad werd ingedeeld in een elftal districten, aangegeven met een enkel cijfer. Dit was het derde cijfer van het getal van de postcode. Ieder district was weer onderverdeeld in wijken, aangegeven met een tweetallig cijfer, de laatste twee cijfers van de postcode.

## Stadsroutes

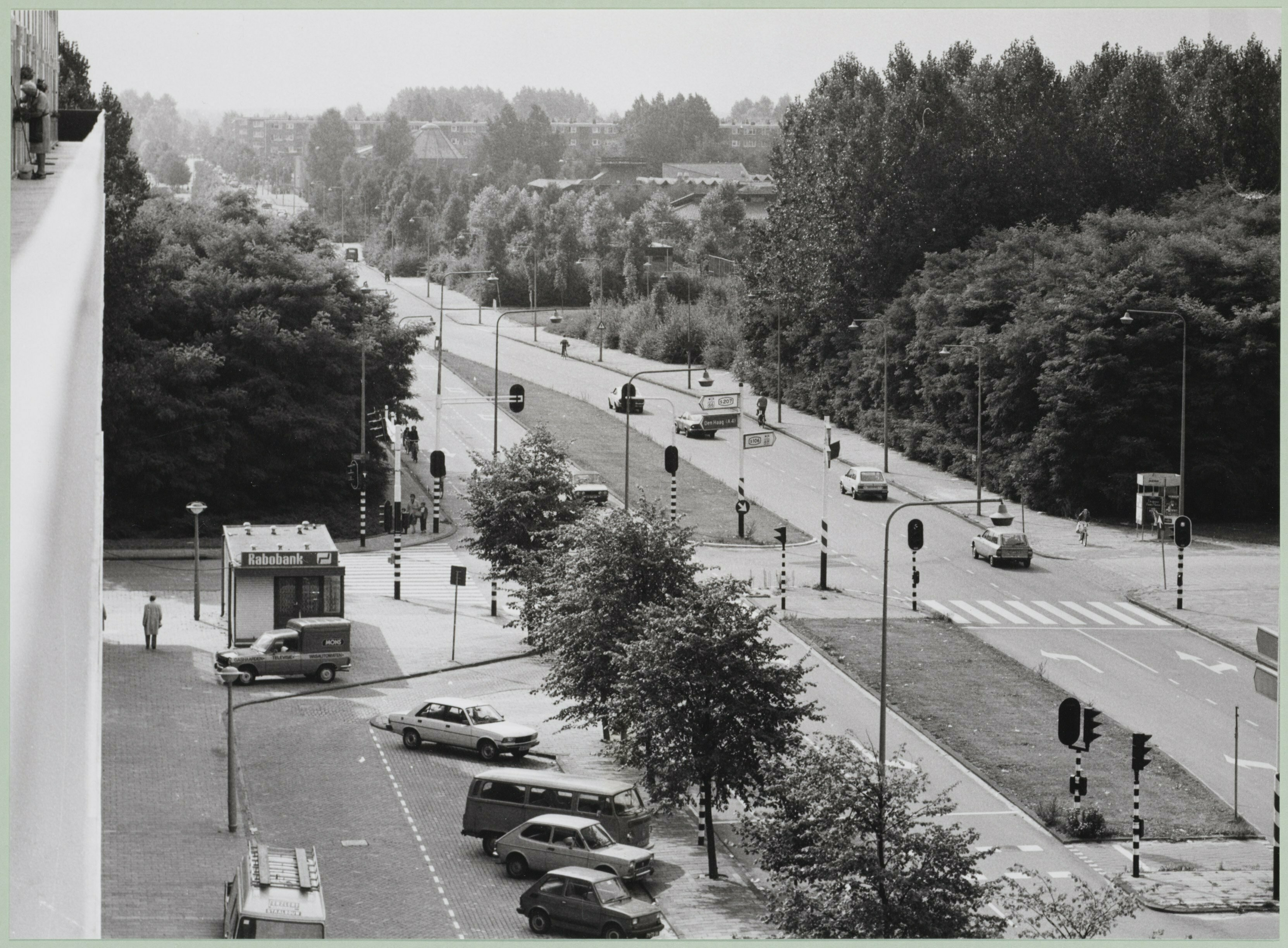
Verkeersborden met wijknummers op de Pieter Calandlaan, september 1981

De invoering van een nummering voor de hoofdverkeersaders  vond ongeveer tegelijkertijd plaats. Er was vooral in Amsterdam-West wel enigszins een verband tussen weg- en wijkbenummering, maar verder in de stad was de wegbenummering meer gerelateerd aan de respectievelijke afslag van de Ring. De ANWB, die destijds nog de bewegwijzering verzorgde, heeft in vooral het westelijk deel van de stad bewegwijzering aangebracht met wijken en districten. deze zijn na 1985 geleidelijk verdwenen en vervangen door bewegwijzering met wijknamen. Het project heeft zo'n 300.000 gulden gekost. 